# Weco Tankers
Die Weco Tankers A/S in Rungsted betreibt Tankschiffe für die Tankreederei Stena Weco. Erheblich bekannter war die dänische Traditionsreederei unter dem vorherigen Namen Dannebrog Rederi A/S, deren Schiffsnamen stets auf -borg endeten.

## Geschichte
Die Wurzeln des Unternehmens liegen in der Reederei und Schiffsmaklerei C.K. Hansen des Großhändlers Christian Kjellerup Hansen. C.K. Hansen arbeitete ab 1857 als Hauptagentur der Reedereien Thos. Wilson Sons & Co. aus Hull und James Currild & Co. aus Leith. Ab 1859 begann Hansen mit den beiden Dampfschiffen Dan und El Olé eine eigene Partenreederei aufzubauen. Sein Sohn Johan Hansen führte das Unternehmen fort und gründete am 9. Februar 1883 die Reederei Dannebrog Dampskibsselskab A/S, die ihre Arbeit mit zunächst mit den drei Dampfschiffen Christiansborg, Amalienborg und Frederiksborg aufnahm. Eine Tochtergesellschaft Atlantic Dampskibsselskabet A/S wurde 1910 gegründet und 1912 mit Dannebrog verschmolzen und Ende 1911 wurde die Tochtergesellschaft Kjøbenhavns Bunkerkul Depot A/S gegründet. Die Dannebrog-Reederei verlor im Ersten Weltkrieg etwa 20 Schiffe mit einer Gesamttragfähigkeit von rund 60.000 Tonnen, wobei 52 Seeleute ums Leben kamen. 1918 fusionierte Dannebrog mit der Neptun Dampskibsselskabet A/S und mit der Dampskibsselskabet af 1896 A/S, die sieben Dampfschiffe in das Unternehmen einbrachte.
In der Zeit zwischen den Kriegen baute das Unternehmen seine Flotte wieder auf. Im Zweiten Weltkrieg verlor Dannebrog erneut acht Schiffe mit einer Tragfähigkeit von 31.000 Tonnen und 60 Seeleute verloren ihr Leben.
Im Juli 1952 wurde das Tochterunternehmen Dantank Rederiaktieselskab gegründet und im April 1953 gründete man die Atalanta Rederiaktieselskab, die aber bereits 1959 wieder aufgelöst wurde. Im Jahr 1967 veräußerte man die Dantank Rederiaktieselskab und 1968 wurde Kjøbenhavns Bunkerkul Depot verkauft. Ab 8. August 1969 firmierte das Unternehmen als Rederiaktieselskabet Dannebrog und am 5. April 1976 folgte die Umfirmierung in Holdingaktieselskabet Dannebrog.
Am 15. April 1991 wurde der Name in Dannebrog Rederi A/S geändert und 1992 übernahm die Weco-Rederi A/S die Dannebrog Rederi A/S als Muttergesellschaft. Ab Mitte 2016 kam zum Unternehmensnamen Dannebrog Rederi A/S der Beiname Weco Tankers A/S hinzu, später änderte man den Namen komplett auf Weco Tankers A/S.
Heute betreibt Weco Tankers eine Flotte von sieben mittelgroßen Tankern im Bereich von 20.000 Tonnen bis 50.000 Tonnen Tragfähigkeit. Die Schiffe werden für die Reedereien Golden Stena Weco und Stena Weco betrieben.